# Siaka Massaquoi

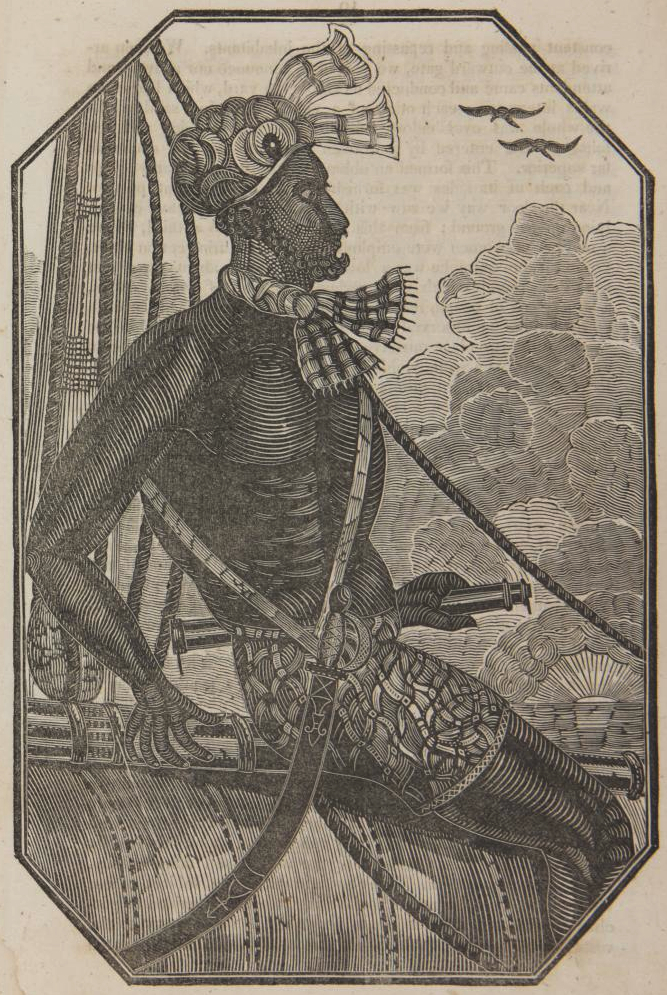
König Siaka Massaquoi, irrtümlich manchmal als Bild von Sengbe Pieh referenziert

Siaka (manchmal auch Shaka geschrieben; ca. 1785–1843) war ein König des Volkes der Vai (auch: Gallinas), deren Siedlungsgebiet heute teils in Sierra Leone, teils in Liberia liegt. Er gilt als Begründer des modernen Herrscherhauses der Massaquoi und des Königreiches der Gallinas (1814), das als Einziges in Afrika über eine nach europäischem Vorbild gestaltete Krone verfügte.
Tatsächlich waren die Massaquoi (deutsch: „große Könige“) bereits vor Siakas Reichsgründung eine einflussreiche Herrscherfamilie. So entstammte Fafua-Lue, die Ehefrau von Zachary Rogers, des Chefagenten der Gambia Adventurers in Sherbro (ab 1672: Royal African Company), der Massaquoi-Familie.
Nach der mündlichen Überlieferung stammt die Massaquoi-Familie von einem Jäger namens Gideon ab, der aus Mali in das Gebiet des heutigen Sierra Leone einwanderte, wahrscheinlich im Zuge der Mani-Sumba-Migration, die in Westafrika ab ca. 1450 zu tiefgreifenden Veränderungen in der politischen und ethnischen Struktur der Küstenregionen führte.
Siakas Macht gründete vor allem auf militärischer Stärke. Er führte zahlreiche Kriege gegen benachbarte Völker. Gefangene wurden versklavt und mussten entweder in Salinen an der Küste arbeiten oder wurden an europäisch-amerikanische Sklavenhändler und -schmuggler verkauft. Besonders enge Geschäftsbeziehungen sollen zu Pedro Blanco bestanden haben, der im Mangrovenwald der Küste den Handelsposten Fort Lomboko betrieb. Im Schnitt soll Siaka Massaquoi etwa 2000 Sklaven pro Jahr an transatlantische Händler verkauft haben. Dies war aber nur der Überschuss seines eigenen Bedarfs.
Der Öffentlichkeit in den USA und Europa wurden diese formell illegalen Geschäftsaktivitäten im Zuge der Sklavenrevolte auf dem Schoner Amistad bekannt, deren Geschichte 1997 von Steven Spielberg verfilmt wurde.
Siakas Sohn Mana Siaka (ca. 1800–1872) führte ebenfalls zahlreiche Kriege mit Nachbarstaaten und war in den ersten Jahren seiner Regierung weiter im Sklavenhandel/-schmuggel aktiv. Nach der Zerstörung von Fort Lomboko durch die Royal Navy 1849 sah er sich allerdings gezwungen, ein Anti-Sklavereiabkommen mit den Briten zu unterzeichnen (1850).
Die Familie Massaquoi herrscht bis heute mit zwei Seitenlinien (Massaquoi Sembehun und Massaquoi Gendema) formell im Chiefdom Gallines-Peri (Sierra Leone). Die Nachkommen von Zachary Rogers und Fafua-Lue stellen die Herrscherfamilie im Chiefdom Kpaka. Weitere Seitenlinien gelten als „königlich“ in den Chiefdoms Niawa und Soro-Gbema.
Das Königreich Gallinas besteht als Nichtregierungsorganisation (NGO) fort.
Momolu Massaquoi (1869–1938), Urenkel von König Siaka, war der erste Diplomat eines unabhängigen afrikanischen Landes (Liberia) in Europa. Von 1922 bis 1930 war er Generalkonsul in Hamburg. Zeitgleich lebten sein Sohn Al Haj und seine Tochter Fatima mit ihm in der Stadt. Aus einer Beziehung von Al Haj mit der deutschen Krankenschwester Bertha Baetz ging der gemeinsame Sohn Hans-Jürgen Massaquoi hervor, aus einer Beziehung von Momolu Massaquoi mit dem deutschen Zimmermädchen Elli Jansen die deutsche Liedermacherin Fasia Jansen. Beide sind direkte Nachkommen von König Siaka.
Im Hamburger Stadtteil Barmbek-Nord ist die Massaquoipassage nach Hans-Jürgen Massaquoi benannt, der in Barmbek aufwuchs.